# Flecha Valona 1948
La Flecha Valona 1948 se disputó el 21 de abril de 1948, y supuso la edición número 12 de la carrera. El ganador fue el italiano Fermo Camellini. Los belgas Edward Peeters y Camille Beeckman fueron segundo y tercero respectivamente. De esta manera, Camellini sería el primer ciclista no belga que conseguiría la victoria en esta carrera.  

## Clasificación final
| Pos. | Ciclista          | Equipo             | Tiempo   |
| ---- | ----------------- | ------------------ | -------- |
| 1    | Fermo Camellini   | Métropole          | 6h46'06" |
| 2    | Alberic Schotte   | Alcyon-Dunlop      | a 3'16"  |
| 3    | Camille Beeckman  | Rochet-Dunlop      | s.t.     |
| 4    | Lucien Lauk       | Métropole          | a 3'37"  |
| 5    | Adolf Verschueren | Mercier-Hutchinson | a 5'44"  |
| 6    | Maurice Mollin    | Huyberechts        | s.t.     |
| 7    | Achiel Buysse     | Thompson           | s.t.     |
| 8    | Gerard Buyl       | Carrara            | s.t.     |
| 9    | Pino Cerami       | Métropole          | s.t.     |
| 10   | Albrecht Ramon    | B. Faure           | s.t.     |